# Twisted (seriál)
Twisted je americký televizní seriál, vysílaný stanicí ABC Family. Pilotní epizoda měla premiéru 19. března 2013, seriál se vrátil s dalšími deseti epizodami 18. června 2013.
13. srpna 2014 stanice oznámila zrušení seriálu po první sérii.

## Děj
Seriál sleduje šestnáctiletého Dannyho Desaie (Avan Jogia), který byl obvinění ze zabití své tety, když mu bylo jedenáct let. Strávil 5 let v nápravném zařízení a nyní se vrací zpět do svého rodného města Green Grove v New Yorku. Zatímco se snaží získat zpět své přátele, musí také čelit několika výzvám. Danny se stane hlavním podezřelým poté, co je jeho spolužačka zabita. Uvědomí si, že město se nezajímá o pravdu, chtějí jen aby byl obviněn ze zločinu. Je odhodlán očistit své jméno. Zatímco si musí udržet tajemství, které nikdy nikomu neřekl: proč vlastně zabil svojí tetu.

## Obsazení

### Hlavní role
- Avan Jogia jako Danny Desai
- Kylie Bunbury jako Lacey Porter
- Maddie Hasson jako Jo Masterson
- Ashton Moio jako Rico
- Denise Richards jako Karen Desai
- Kimberly Quinn jako Tess Masterson
- Sam Robards jako Kyle Masterson

### Vedlejší role
- TJ Ramini jako Vikram Desai
- Karynn Moore jako Regina Crane
- Grey Damon jako Archie Yates
- Brittany Curran jako Phoebe Daly
- Chris Zylka jako Tyler Lewis
- Jamila Valezquez jako Sarita
- John DeLuca jako Cole Farrell
- Todd Julian jako Scott Ogden
- Christopher Cousins jako starosta Rollins
- Robin Givens jako Judy
- Jessica Tuck jako Glorida Crane
- Daya Vaiday jako Sandy
- Aaron Hill jako Eddie
- Rob Chen jako ředitel Mark Tang
- Ely Henry jako Doug
- Jack Falahee jako Charlie McBride
- Cynthy Wu jako Andie Dang
- Ivan Sergei jako Jack Taylor,
- Brianne Howey jako Whitney Taylor
- Stacy Haiduk jako Marilyn Rossi
- Kathy Najimy jako Paní Fisková
- Keiko Agena jako April Tanaka

## Vývoj a produkce
Seriál byl nejdříve pojmenován Socio, ale později byl přejmenován na Twisted. Byl natáčen v oblasti Hudson Valley. Některé scény byly natáčeny ve městě Nyack v New Yorku. Pilotní epizoda se začala natáčet v říjnu 2012. V únoru 2013 stanice ABC Family objednala seriál jako sérii.

### Casting
Madelaine Hasson a Kylie Bunbury byly obsazené do rolí Jo a Lacey v září 2012. O měsíc později byli obsazeni Avan Jogia, Denise Richards, Kimberly Quinn, Kathy Najimy a Grey Damon.

## Ocenění a nominace
| Year | Ocenění            | Kategorie                         | Nominovaní    | Výsledek |
| ---- | ------------------ | --------------------------------- | ------------- | -------- |
| 2013 | Teen Choice Awards | Letní televizní hvězda: muž       | Avan Jogia    | nominace |
| 2013 | Teen Choice Awards | Letní televizní hvězda: žena      | Maddie Hasson | nominace |
| 2014 | Teen Choice Awards | Nejlepší televizní seriál: drama  | Twisted       | nominace |
| 2014 | Teen Choice Awards | Nejlepší televizní herec: drama   | Avan Jogia    | nominace |
| 2014 | Teen Choice Awards | Nejlepší televizní herečka: drama | Maddie Hasson | nominace |